# Sabal mauritiiformis
A Sabal mauritiiformis a pálmafélék (Areacea) családjába tartozó faj.
Tudományos nevát azért kapta, mert megjelenésében hasonlít a Mauritia nemzetség pálmáira.

## Elterjedése
Dél-Mexikóban, Közép-Amerikában, Kolumbiában, Venezuelában, és Trinidadon őshonos.

## Leírása
Karcsú törzsű legyezőpálma. Általában 15-20 méter magasra nő, és törzsének vastagsága 15–20 cm. Mintegy 10-25 levele van, egyenként 90-150 levélkével. Virágzata elágazó és hosszabb, mint a levelei. Körte vagy gömb alakú fekete gyümölcsöket terem. A gyümölcsök 0,8-1,1 cm átmérőjűek.

## Fordítás
Ez a szócikk részben vagy egészben a Sabal mauritiiformis című angol Wikipédia-szócikk fordításán alapul.  Az eredeti cikk szerkesztőit annak laptörténete sorolja fel. Ez a jelzés csupán a megfogalmazás eredetét és a szerzői jogokat jelzi, nem szolgál a cikkben szereplő információk forrásmegjelöléseként.